# 放出站
34°41′16.95″N 135°33′46.8″E / 34.6880417°N 135.563000°E
放出站（日语：／ Hanaten eki */?）位於日本大阪市鶴見区放出東三丁目，是西日本旅客鐵道（JR西日本）片町線（學研都市線）和大阪東線的鐵路車站，車站編號是JR-H39（學研都市線）、JR-F08（大阪東線）。

## 停站路線
本站的所屬路線是片町線（愛称「学研都市線」）。現時有兩條路線連接本站，包括片町線（学研都市線）和大阪東線；大阪東線曾經是片町線供貨運列車專用的支線，通称「城東貨物線」。

## 車站構造
車站共設置2面4線島式月台，西行、東行各2線，為橋上車站，月台長度可對應8節車廂編成。
車站屬於ICOCA的利用範圍，及特定都区市内制度中「大阪市内」的車站。本站是配置站長的直營站，並負責管理学研都市線的德庵站、鴫野站，以及大阪東線的城北公園通站、JR野江站、高井田中央站、JR河内永和站、JR俊德道站、JR長瀨站和衣摺加美北站。

### 月台配置
| 月台 | 路線       | 方向 | 目的地                 | 備註              |
| ---- | ---------- | ---- | ---------------------- | ----------------- |
| 1    | 學研都市線 | 上行 | 四條畷、松井山手方向   | 部分在2號月台發車 |
| 2    | 大阪東線   | 下行 | 高井田中央、久寶寺方向 | 部分在1號月台發車 |
| 3    | 大阪東線   | 上行 | 新大阪方向             |                   |
| 4    | 學研都市線 | 下行 | 京橋、北新地、尼崎方向 |                   |

## 列車班次
在日間非繁忙時間，学研都市線每1小時有8班車（区間快速、普通列車各4班車）；大阪東線則每隔15分鐘一班車。早上和黃昏的班次會更頻密。
黃昏之後，大阪東線由於另一側的終點久宝寺站的月台構造上的限制，和受到森之宮電車区放出派出所至放出站的列車出入線的影響，班次維持在不平均的10-20分鐘。不過，由於此時学研都市線發車班次有所加密，所以由大阪東線轉乘学研都市線往京橋方向尚算便利。

## 使用情況
2018年（平成30年）度1日平均上車人次為16,897人。
近年1日平均上車人次如下表。
| 年度               | 1日平均 上車人次 | 來源     |
| ------------------ | ---------------- | -------- |
| 1990年（平成02年） | 12,593           | [ * 1 ]  |
| 1991年（平成03年） | 12,588           | [ * 2 ]  |
| 1992年（平成04年） | 12,480           | [ * 3 ]  |
| 1993年（平成05年） | 12,475           | [ * 4 ]  |
| 1994年（平成06年） | 12,476           | [ * 5 ]  |
| 1995年（平成07年） | 12,535           | [ * 6 ]  |
| 1996年（平成08年） | 12,581           | [ * 7 ]  |
| 1997年（平成09年） | 12,825           | [ * 8 ]  |
| 1998年（平成10年） | 12,776           | [ * 9 ]  |
| 1999年（平成11年） | 12,672           | [ * 10 ] |
| 2000年（平成12年） | 12,637           | [ * 11 ] |
| 2001年（平成13年） | 12,471           | [ * 12 ] |
| 2002年（平成14年） | 12,470           | [ * 13 ] |
| 2003年（平成15年） | 13,146           | [ * 14 ] |
| 2004年（平成16年） | 13,401           | [ * 15 ] |
| 2005年（平成17年） | 13,808           | [ * 16 ] |
| 2006年（平成18年） | 14,255           | [ * 17 ] |
| 2007年（平成19年） | 14,585           | [ * 18 ] |
| 2008年（平成20年） | 15,224           | [ * 19 ] |
| 2009年（平成21年） | 15,078           | [ * 20 ] |
| 2010年（平成22年） | 15,172           | [ * 21 ] |
| 2011年（平成23年） | 15,496           | [ * 22 ] |
| 2012年（平成24年） | 15,750           | [ * 23 ] |
| 2013年（平成25年） | 16,095           | [ * 24 ] |
| 2014年（平成26年） | 15,811           | [ * 25 ] |
| 2015年（平成27年） | 16,115           | [ * 26 ] |
| 2016年（平成28年） | 16,150           | [ * 27 ] |
| 2017年（平成29年） | 16,320           | [ * 28 ] |
| 2018年（平成30年） | 16,897           | [ * 29 ] |

## 車站周邊
- 阿遲速雄神社
- 放出御幸通商店街
- 放出商店会
- 放出榮町商店街
- 放出夜店通商店会
- 放出南商店街
- Hanaten（中古車販賣）本部
- Supermarket KONOMIYA本店・放出店
- 網干綜合車輛所明石支所（日语：網干総合車両所）放出派出所（日语：淀川電車区）
- 關西Urban銀行放出支店
- 近畿大阪銀行放出支店
- 三菱UFJ銀行放出支店
- 鶴見警署（日语：鶴見警察署 (大阪府)）放出站前交番
- 大阪市立汎愛高等学校

## 相鄰車站
西日本旅客鐵道（JR西日本）
 學研都市線（片町線）
■快速、■區間快速
住道（JR-H36）－放出（JR-H39）－京橋（JR-H41）
■普通
德庵（JR-H38）－放出（JR-H39）－鴫野（JR-H40）
 大阪東線
■直通快速
新大阪（JR-F02）－放出（JR-F08）－高井田中央（JR-F09）
■普通
鴫野（JR-F07）－放出（JR-F08）－高井田中央（JR-F09）

### 曾經存在的路線
日本國有鐵道
櫻之宮線（1913年11月15日廢除路段）
放出－網島

#### 來源
1. ↑  『停車場変遷大事典 国鉄・JR編』JTB 1998年
2. ↑  データで見るJR西日本 （页面存档备份，存于）（西日本旅客鐵道官方網站）P.48-49

### 使用情況
1. ↑  大阪府統計年鑑 （页面存档备份，存于） - 大阪府
2. ↑  大阪市統計書 （页面存档备份，存于） - 大阪市

大阪府統計年鑑
1. ↑  大阪府統計年鑑（平成3年）PDF
2. ↑  大阪府統計年鑑（平成4年）PDF
3. ↑  大阪府統計年鑑（平成5年）PDF
4. ↑  大阪府統計年鑑（平成6年）PDF
5. ↑  大阪府統計年鑑（平成7年）PDF
6. ↑  大阪府統計年鑑（平成8年）PDF
7. ↑  大阪府統計年鑑（平成9年）PDF
8. ↑  大阪府統計年鑑（平成10年）PDF
9. ↑  大阪府統計年鑑（平成11年）PDF
10. ↑  大阪府統計年鑑（平成12年）PDF
11. ↑  大阪府統計年鑑（平成13年）PDF
12. ↑  大阪府統計年鑑（平成14年）PDF
13. ↑  大阪府統計年鑑（平成15年）PDF
14. ↑  大阪府統計年鑑（平成16年）PDF
15. ↑  大阪府統計年鑑（平成17年）PDF
16. ↑  大阪府統計年鑑（平成18年）PDF
17. ↑  大阪府統計年鑑（平成19年）PDF
18. ↑  大阪府統計年鑑（平成20年）PDF
19. ↑  大阪府統計年鑑（平成21年）PDF
20. ↑  大阪府統計年鑑（平成22年）PDF
21. ↑  大阪府統計年鑑（平成23年）PDF
22. ↑  大阪府統計年鑑（平成24年）PDF
23. ↑  大阪府統計年鑑（平成25年）PDF
24. ↑  大阪府統計年鑑（平成26年）PDF
25. ↑  大阪府統計年鑑（平成27年）PDF
26. ↑  大阪府統計年鑑（平成28年）PDF
27. ↑  大阪府統計年鑑（平成29年）PDF
28. ↑  大阪府統計年鑑（平成30年）PDF
29. ↑  大阪府統計年鑑（令和元年）PDF

## 外部連結
- 放出｜車站資訊：JR出門網 - 西日本旅客鐵道